# Zwartewaal
Zwartewaal (51° 53′ N, 4° 13′ L) é uma cidade dos Países Baixos, na província de Holanda do Sul. Zwartewaal pertence ao município de Brielle, e está situada a 5 km, a sul de Maassluis.
Em 2001, a cidade de Zwartewaal tinha 1666 habitantes. A área urbana da cidade é de 0.33 km², e tem 670 residências.
A área de Zwartewaal, que também inclui as partes periféricas da cidade, bem como a zona rural circundante, tem uma população estimada em 1960 habitantes.